# JWM
JWM (Joe’s Windows Manager) — свободный менеджер окон для X Window System, написан на Си Джо Вингбермюле (Joe Wingbermuehle). Автором распространяется только в виде исходного кода, компилируется и запускается на любой UNIX-системе, на которой работает X11.
В минимальном варианте требуется только библиотека Xlib. Возможно использование сглаженных и TrueType-шрифтов, иконок в форматах PNG и JPEG и двунаправленного письма при наличии соответствующих библиотек, которые должны быть подключены на стадии компиляции. Поддерживает GNOME, Motif и спецификации для оконных менеджеров WM-Spec.
Портирован на множество операционных систем, включая FreeBSD, NetBSD, OpenBSD, Minix, OpenSolaris (применяется по умолчанию в дистрибутиве MilaX на его основе), а также используется в качестве оконного менеджера по умолчанию в некоторых версиях дистрибутивов Linux: Damn Small Linux, Tiny Core Linux (до версии 2.0), Puppy Linux, SystemRescueCD.